# Spondylis
Spondylis is een kevergeslacht uit de familie van de boktorren (Cerambycidae). De wetenschappelijke naam van het geslacht werd voor het eerst geldig gepubliceerd in 1775 door Fabricius.

## Soorten
Spondylis is monotypisch en omvat slechts de volgende soort:
- Spondylis buprestoides (Linnaeus, 1758)